# 東京国際女子マラソン
東京国際女子マラソン（とうきょうこくさいじょしマラソン）は、1979年から2008年の間行われた、東京を舞台に繰り広げる女子の国際マラソン競技大会である。

## 概要
世界で初めて国際陸上競技連盟（IAAF）が公認する女性限定のマラソンとして1979年に第1回が開催された。
コースは国立霞ヶ丘競技場をスタート・ゴールとして（第12回大会を除く）、大森海岸交番前を折り返す42.195 km。国立競技場をスタートして東京ドーム、東京タワー、皇居、東京駅、増上寺、品川駅、大井競馬場、平和島競艇場等の有名な施設を通過して大森海岸交番前の平和島口を折り返して行った道を帰って来る。特に35km地点を過ぎた後に迎える、水道橋駅前から四谷にかけての高低差はおよそ30m近く（ビルに直すと11階建てに匹敵する高さ）にも及び別名・強力坂とも言われ恐れられており世界でも屈指の難コースと言われる。2005年（第27回）を制した高橋尚子（シドニーオリンピック女子マラソン金メダリスト）もこの坂に苦しめられ、2003年（第25回）で苦杯をなめた経験を有している。
第1回の優勝選手はジョイス・スミス（イギリス）。日本人の初優勝は1983年（第5回）の佐々木七恵。この大会がオリンピック・世界陸上選手権・アジア競技大会などの大きな国際大会の選考レースの第1弾（一部例外あり）として位置づけられるようになると国内有力選手の出場機会が増えるようになり、1990年代以降になると日本人の優勝が多くなった。全30回のうち日本人が優勝したのは11回あり日本人による連覇としては1995年から1999年には5連覇、2005年から2008年には4連覇を記録した。
第25回大会は翌2004年1月の朝日新聞創刊125周年も記念して男女市民ランナーも併せた3,000人規模で開催され、唯一男子も参加した大会かつ初めて東京都心を走る市民フルマラソンとなった。翌年以降も女子限定ではあるものの「市民の部」が行われていた。
男子の東京国際マラソンが2007年に東京マラソンに統合された際には、「世界初の国際陸連公認女子マラソン」としてのプライドもあり、これに加わらず当面は現状のまま「東京国際女子マラソン」として引き続き開催される方針であった。日本陸連や東京都は東京マラソンへの統合を要望していたが主催者の朝日新聞社、テレビ朝日が難色を示しているともいわれていた。そのためか朝日新聞、テレビ朝日とも東京マラソンに対しては批判的な報道が目立っていたが後述の都合があるため2008年の第2回大会以降はそうした批判的姿勢は少なくなった。
しかし警視庁から「年に2回大規模なマラソンで都心の交通規制を行うことは困難である」との指摘を受け、2007年12月17日に朝日新聞社より「2008年の第30回記念大会をもって終了する」ことが発表された。この発表を受け別の都市に開催地を移すなどの対応が検討され、2008年8月1日に2009年から東京国際女子マラソンと同じ時期である11月に新たな国際女子マラソン大会・横浜国際女子マラソンを横浜市で開催すると発表した（これに伴い横浜国際女子駅伝は2009年をもって廃止される。横浜国際女子マラソンも2014年で終了。その後継として開かれたさいたま国際マラソンも2019年で終了）。なお、後継大会では市民の部は行われず、そちらは事実上東京マラソン女子の部に統合された。
2008年11月16日に開催された第30回を最後に大会は幕を閉じた。最後のスターターには第1回優勝者のジョイス・スミスがその役を務めた。
- 主催：日本陸上競技連盟、朝日新聞社、テレビ朝日
- 主管：東京陸上競技協会
- 協賛企業
  - 1979年～1999年　資生堂
  - 2000年・2001年　みずほフィナンシャルグループ
  - 2002年　大和証券グループ
  - 2003年～2008年　NTTドコモ

## 終了時点でのコース
- 国立競技場→（外苑東通り）→四谷三丁目交差点→（国道20号／新宿通り）→四谷見附交差点→外堀通り→水道橋交差点→（東京都道301号白山祝田田町線／白山通り）→一ツ橋交差点→神田警察通り→美土代町交差点→（東京都道403号大手町湯島線・国道1号・東京都道409号日比谷芝浦線／本郷通り・日比谷通り）→芝五丁目交差点→（国道15号／第一京浜）→大森海岸交番前（同じルートで折り返し）→国立競技場

## 補足
- 大会開始当初はコースのうち国立競技場～西新橋交差点（日比谷通り沿いにあり、外堀通りと面している交差点）間で外苑西通りを南下して南青山3丁目（青山通りとの交差点）より青山通りを進み赤坂見附交差点で曲がり、外堀通りを西新橋交差点まで進んで日比谷通りに曲がるというルートが採用された。
- 1989年の昭和天皇崩御によりコース沿いにあった東宮御所が、あらたに天皇明仁の御所（赤坂御所と称した）となった関係で外苑西通りから青山通り・外堀通りを経由して日比谷通りに曲がるコースが廃止され、新たに外苑西通りを四谷4丁目で曲がり新宿通りを四ツ谷見附で進み外堀通りへ進むルート（帰りの強力坂に当たる部分を含む）へ変更された。
- さらに1991年に国道20号の新宿御苑トンネルが開通するとその出口が四谷4丁目になったため、外苑西通りから外苑東通りへコースも再変更された上、新宿通りとの曲がり角も四谷3丁目交差点に出るコースへと変更された。
- 1990年（第12回）は天皇明仁の即位の礼が行われた関係でレース施行日が12月9日になった上国立競技場がサッカーの「トヨタカップ」が開催された為に使用出来ず、スタート地点を神宮外苑周回路、ゴール地点を神宮球場内にそれぞれ変更しフィニッシュは神宮球場のグラウンド・フィールドに仮設コースを設置して開催された。

## 参加資格
1. 一般選手の場合
  - 日本陸上競技連盟の登記・登録者であること。
  - レース開催日において満19歳以上であること。
  - 参加を希望する大会の前々回大会の開催月以降において、日本陸上競技連盟の公認競技会において以下のいずれかの記録を出していること。または、日本陸上競技連盟が下記に該当する者と同等の実力を有すると認めた者であること。
    - フルマラソン　3時間15分以内
    - 30km走　2時間13分以内
    - ハーフマラソン　1時間30分以内
    - 20km走　1時間25分以内
    - 10000m走　37分以内
2. 招待選手の場合
  - 外国招待選手（約15名）
  - 国内招待選手（約15名）

いずれの場合も、日本陸上競技連盟の推薦を受けていること。

参加料は5,000円である。

## 歴代優勝者
国籍・所属はいずれも当時。
| 回 | 開催日         | 優勝者                   | 国籍・所属         | タイム        | 備考                      | 日本人最高位       |
| -- | -------------- | ------------------------ | ------------------ | ------------- | ------------------------- | ------------------ |
| 1  | 1979年11月18日 | ジョイス・スミス         | イギリス           | 2時間37分48秒 |                           | 村本みのる（7位）  |
| 2  | 1980年11月16日 | ジョイス・スミス         | イギリス           | 2時間30分27秒 | 連覇達成                  | 佐々木七恵（9位）  |
| 3  | 1981年11月15日 | リンダ・スタウト         | カナダ             | 2時間34分28秒 |                           | 佐々木七恵（5位）  |
| 4  | 1982年11月14日 | ゾーヤ・イワノワ         | ソビエト連邦       | 2時間34分26秒 | 佐々木七恵（4位）         |                    |
| 5  | 1983年11月20日 | 佐々木七恵               | 日本・エスビー食品 | 2時間37分09秒 | 初の日本人覇者            |                    |
| 6  | 1984年11月18日 | カトリン・ドーレ         | 東ドイツ           | 2時間33分23秒 |                           | 浅井えり子（2位）  |
| 7  | 1985年11月17日 | カトリン・ドーレ         | 東ドイツ           | 2時間34分21秒 | 田崎裕子（3位）           |                    |
| 8  | 1986年11月16日 | ロザ・モタ               | ポルトガル         | 2時間27分15秒 | 日高美子（5位）           |                    |
| 9  | 1987年11月15日 | カトリン・ドーレ         | 東ドイツ           | 2時間25分24秒 | 3勝目（最多優勝記録）     | 小島和恵（8位）    |
| 10 | 1988年11月20日 | アウロラ・クーニャ       | ポルトガル         | 2時間31分26秒 |                           | 成富佳代子（12位） |
| 11 | 1989年11月19日 | リュボフ・クロチコ       | ソビエト連邦       | 2時間31分33秒 | 増田明美（8位）           |                    |
| 12 | 1990年12月9日  | 謝麗華                   | 中国               | 2時間33分04秒 | 唯一の神宮球場発着大会    | 谷川真理（3位）    |
| 13 | 1991年11月17日 | 谷川真理                 | 日本・資生堂       | 2時間31分27秒 | 8年ぶりの日本人覇者       |                    |
| 14 | 1992年11月15日 | リズ・マッコルガン       | イギリス           | 2時間27分38秒 |                           | 浅井えり子（5位）  |
| 15 | 1993年11月21日 | ワレンティナ・エゴロワ   | ロシア             | 2時間26分40秒 | 谷川真理（2位）           |                    |
| 16 | 1994年11月20日 | ワレンティナ・エゴロワ   | ロシア             | 2時間30分09秒 | 盛山玲世（2位）           |                    |
| 17 | 1995年11月19日 | 浅利純子                 | 日本・ダイハツ     | 2時間28分46秒 |                           |                    |
| 18 | 1996年11月17日 | 藤村信子                 | 日本・ダイハツ     | 2時間28分58秒 |                           |                    |
| 19 | 1997年11月30日 | 伊藤真貴子               | 日本・第一生命     | 2時間27分45秒 |                           |                    |
| 20 | 1998年11月15日 | 浅利純子                 | 日本・ダイハツ     | 2時間28分29秒 |                           |                    |
| 21 | 1999年11月21日 | 山口衛里                 | 日本・天満屋       | 2時間22分12秒 | 日本勢5連覇               |                    |
| 22 | 2000年11月19日 | ジョイス・チェプチュンバ | ケニア             | 2時間24分02秒 | 初のアフリカ勢覇者        | 土佐礼子（2位）    |
| 23 | 2001年11月18日 | デラルツ・ツル           | エチオピア         | 2時間25分08秒 |                           | 赤木純子（6位）    |
| 24 | 2002年11月17日 | バヌーエリア・ムラシャニ | タンザニア         | 2時間24分59秒 | 松岡理恵（2位）           |                    |
| 25 | 2003年11月16日 | エルフィネッシュ・アレム | エチオピア         | 2時間24分47秒 | アフリカ勢4連覇           | 高橋尚子（2位）    |
| 26 | 2004年11月21日 | ブルーナ・ジェノベーゼ   | イタリア           | 2時間26分34秒 | 欧州勢10年ぶり制覇        | 嶋原清子（2位）    |
| 27 | 2005年11月20日 | 高橋尚子                 | 日本・ファイテン   | 2時間24分39秒 |                           |                    |
| 28 | 2006年11月19日 | 土佐礼子                 | 日本・三井住友海上 | 2時間26分15秒 |                           |                    |
| 29 | 2007年11月18日 | 野口みずき               | 日本・シスメックス | 2時間21分37秒 | 8年ぶりの大会新記録       |                    |
| 30 | 2008年11月16日 | 尾崎好美                 | 日本・第一生命     | 2時間23分30秒 | 最後の優勝者。日本勢4連覇 |                    |

## 放送
中継を担当するテレビ朝日・文化放送ともに、全日本大学駅伝対校選手権大会の放送媒体のコンビである。

### テレビ中継
- 制作：テレビ朝日
- テレビ朝日系列フルネット局+福井放送・テレビ宮崎（クロスネット局）、山梨放送・北日本放送・四国放送・高知放送（日本テレビ系列局）
  - テレビ朝日系列フルネット局が開局前の地域では、当該地域のクロスネット局やNNS系列局などで放送を行っていた。
  - 岩手県は1979年当時テレビ岩手がANNにも加盟していたものの、当時テレビ朝日系番組の放送を削減を行っていた関係で放送されず（テレビ岩手は1980年4月にANN脱退・NNSフルネット局化）、他2局（IBC岩手放送〔TBS系列〕・岩手めんこいテレビ〔フジテレビ系列〕）でも放送枠の確保ができなかったため、結果的に岩手県では視聴不可となっていたが、1996年の岩手朝日テレビ開局に伴い本大会の放送がようやく開始された。
  - 石川県では北陸朝日放送が開局するまではテレビ朝日系列が無かったため、石川テレビ〔フジテレビ系列〕で放送されていた。
  - 山陰地方では1988年までは、日本海テレビが放送していたが、1989年以降は放送されなくなり、1995年までの岩手県と同様に、山陰地方の他2局（山陰放送〔TBS系列〕・山陰中央テレビ〔フジテレビ系列〕）でも放送枠の確保ができなかったため、結果的に山陰地方では視聴不可となってしまった。
  - 沖縄県では琉球朝日放送開局までテレビ朝日系列が存在しなかったため1994年まで放送がなかったが、1995年の琉球朝日放送開局に伴い本大会の放送が開始された。
  - この大会の特別協賛スポンサーと番組の提供スポンサーを担当しているNTTドコモは、中継映像と合成させたワイプCMを放送している。このCMは、全国高等学校野球選手権大会で大阪・朝日放送が放送しているスタイルを踏襲したものである。
- 1995年大会では実況アナウンサーが全て女性で、主に宮嶋泰子・大下容子などが担当していた。[5]
- 横浜市で開催される後継大会は読売新聞社も特別後援として参加するため、奇数年はテレビ朝日制作で同系列局（NNS系列局も含む）、偶数年は日本テレビ制作でNNS系列局での放送となる。

※リアルタイム字幕放送。その他、デジタル放送では5.1サラウンド放送とデータ放送も実施（テレビ朝日系列のみ）。

### ラジオ中継
- 制作：文化放送
- RKB毎日放送（JRN単独加盟）、東海ラジオ放送（五輪予選を兼ねる場合のみネット受け）で放送。2007年（第29回）は福井放送でも放送。福岡県は以前テレビネットワークの関係で九州朝日放送で放送していた。